# Senioren 2000
Senioren 2000 is een voormalige Nederlandse politieke partij, die in 1995 werd opgericht door Jet Nijpels en haar aanhangers. Nijpels was dat jaar met twee fractiegenoten uit het Algemeen Ouderen Verbond, die bij de Tweede Kamerverkiezingen 1994 zes zetels had gehaald, gestapt. Het drietal bleef in het parlement onder de naam Groep Nijpels.
Senioren 2000 nam deel aan de Tweede Kamerverkiezingen 1998 en haalde bij deze verkiezingen 0,4 procent van de stemmen; te weinig voor een zetel.